# Амстердам (містечко, Нью-Йорк)
Амстердам (англ. Amsterdam) — місто (англ. town) в США, в окрузі Монтгомері штату Нью-Йорк. Населення — 5557 осіб (2020).

## Демографія
Згідно з переписом 2010 року, у місті мешкало 5566 осіб у 2289 домогосподарствах у складі 1525 родин. Було 2520 помешкань
Расовий склад населення:
| - 96,1 % — білих - 0,9 % — чорних або афроамериканців - 0,8 % — азіатів - 0,2 % — корінних американців - 1,1 % — осіб інших рас |

До двох чи більше рас належало 0,9 %. Частка іспаномовних становила 3,8 % від усіх жителів.
За віковим діапазоном населення розподілялося таким чином: 16,3 % — особи молодші 18 років, 60,5 % — особи у віці 18—64 років, 23,2 % — особи у віці 65 років та старші. Медіана віку мешканця становила 49,2 року. На 100 осіб жіночої статі у місті припадало 92,0 чоловіків;  на 100 жінок у віці від 18 років та старших — 90,2 чоловіків також старших 18 років.
Середній дохід на одне домашнє господарство  становив 79 909 доларів США (медіана — 65 339), а середній дохід на одну сім'ю — 96 296 доларів (медіана — 73 940). Медіана доходів становила 58 440 доларів для чоловіків та 41 992 долари для жінок. За межею бідності перебувало 10,8 % осіб, у тому числі 25,5 % дітей у віці до 18 років та 4,0 % осіб у віці 65 років та старших.
Цивільне працевлаштоване населення становило 2815 осіб. Основні галузі зайнятості: освіта, охорона здоров'я та соціальна допомога — 27,2 %, роздрібна торгівля — 12,3 %, виробництво — 11,8 %.